# 雄群村
雄群村（おぐりむら）は1926年（大正15年）まで愛媛県温泉郡にあった村である。現在の松山市中心市街地の南部に接する地域。

## 地理

### 位置・地形
- 松山平野のほぼ中央部やや南、石手川右岸に位置する。現在の松山市中心市街地の南縁にあたる地域。地形は平坦。

### 村名の由来

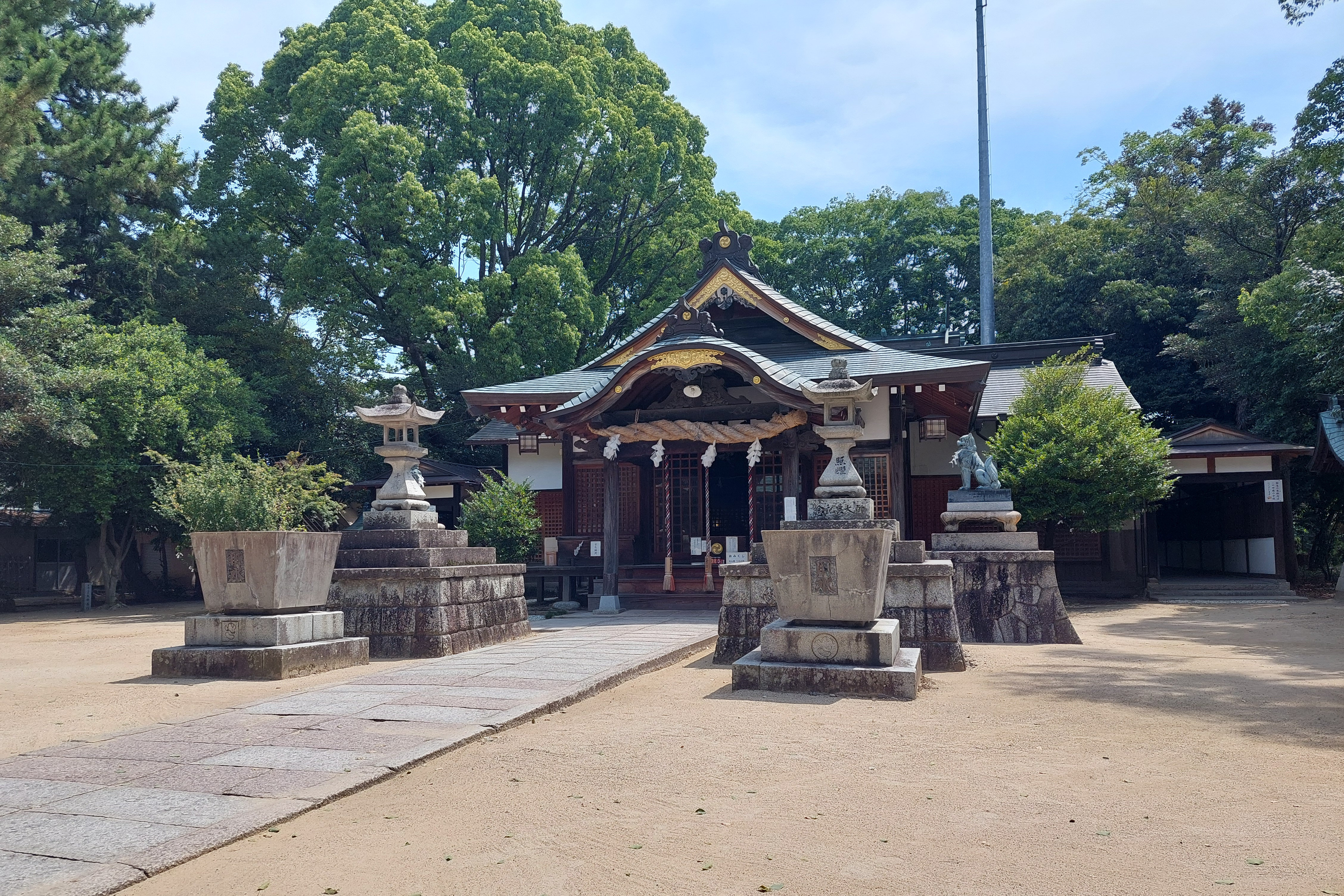
雄郡神社

雄群と小栗
ともに「おぐり」と読まれる。
「雄群」の名は地域内に存する雄群神社の祭神である雄群神に由来する。雄群神社は今日では「雄郡神社」と表記される。
雄群村が成立する前、明治の町村制前の村の一つに小栗村がある。元は雄群と記していたが、少なくとも明治以前には「小栗」（おぐり）と表記されるようになったという。
雄郡
一方、「雄群」は「雄郡」（ゆうぐん）と記されるようになった。今日、松山市の住居表示に「雄郡町」が、小学校にも雄郡小学校がある。

### 地域・集落
発足時の旧村である小栗（おぐり）・竹原（たけわら）・藤原（ふじわら）・針田（はりた）と春日町（かすが、但し一部）がそのまま5大字となった。
小栗に役所がおかれるなど中心集落であった。

## 沿革
- 1889年12月15日 - 町村制施行により旧温泉郡小栗村、春日町の一部、竹原村、土居田村、針田村、藤原村が合併し温泉郡雄群村として発足。
- 1908年4月1日 - 春日、藤原地区が松山市に編入される。
- 1919年 - 伊予鉄道郡中線に並行する新道開通[6]（現在の愛媛県道326号松山松前伊予線）。
- 1922年10月14日 - 村内の松山監獄署を松山刑務所と改称する[7]。
- 1926年2月11日 - 素鵞村、朝美村、御幸村とともに松山市へ編入され消滅。

## 歴代村長
| 代    | 氏名       |
| ----- | ---------- |
| 初代  | 五百木豊信 |
| 第2代 | 須山正夫   |
| 第3代 | 竹田亮三   |
| 第4代 | 珠川慶郎   |
| 第5代 | 吉田唯光   |
| 第6代 | 重松初次郎 |
| 第7代 | 仙波重訓   |
| 第8代 | 松友儀兵衛 |
| 第9代 | 友澤豊三郎 |

※在任時期は不明。

## 産業・経済
農村地帯。温暖ながら寡雨な気候のため石手川から農業用水を引き、米麦のほか野菜類などを産した。

## 教育
- 愛媛県立松山高等女学校
- 愛媛国学館[9]
- 雄群尋常小学校

## 交通

### 道路
- 大洲街道

## 名所・旧跡
- 雄郡神社
- 石手川公園